# Ayherre
Ayherre – miejscowość i gmina we Francji, w regionie Nowa Akwitania, w departamencie Pireneje Atlantyckie.
Według danych na rok 1990 gminę zamieszkiwało 791 osób, a gęstość zaludnienia wynosiła 29 osób/km² (wśród 2290 gmin Akwitanii Ayherre plasuje się na 524. miejscu pod względem liczby ludności, natomiast pod względem powierzchni na miejscu 324.).